# Diplostix madagascariensis
Diplostix madagascariensis är en skalbaggsart som först beskrevs av Sylvain Auguste de Marseul 1855.  Diplostix madagascariensis ingår i släktet Diplostix och familjen stumpbaggar. Inga underarter finns listade i Catalogue of Life.